# Chironomus vittiventris
Chironomus vittiventris är en tvåvingeart som beskrevs av Edwards 1931. Chironomus vittiventris ingår i släktet Chironomus och familjen fjädermyggor. Inga underarter finns listade i Catalogue of Life.